# Henschia larrimeri
Henschia larrimeri är en insektsart som beskrevs av Delong 1926. Henschia larrimeri ingår i släktet Henschia och familjen dvärgstritar. Inga underarter finns listade i Catalogue of Life.